# Championnats du monde de ski alpin 2019 - Super G hommes
Navigation
Édition précédente Édition suivante
Le Super G hommes des Championnats du monde de ski alpin 2019 a lieu le 6 février sur la piste Olympia d'Åre. Il est remporté par Dominik Paris devant Johan Clarey et Vincent Kriechmayr, médaillés d'argent ex æquo. Alors que Paris remporte son premier titre mondial, Johan Clarey devient le plus vieux médaillé aux championnats du monde de ski alpin à 38 ans. Du fait qu'il y a deux médaillés d'argent au chrono identique au centième de seconde, le bronze n'est pas attribué dans cette course. 

## Résultats[2]
Le départ de la course est donné à 12 h 30,
| Rang              | Dossard | Nom                          | Pays            | Temps         | Écart     |
| ----------------- | ------- | ---------------------------- | --------------- | ------------- | --------- |
| Médaille d'or     | 3       | Dominik Paris                | Italie          | 1 min 24 s 20 |           |
| Médaille d'argent | 14      | Johan Clarey                 | France          | 1 min 24 s 29 | + 0 s 09  |
| Médaille d'argent | 9       | Vincent Kriechmayr           | Autriche        | 1 min 24 s 29 | + 0 s 09  |
| 4                 | 18      | Christof Innerhofer          | Italie          | 1 min 24 s 55 | + 0 s 35  |
| 5                 | 20      | Adrien Théaux                | France          | 1 min 24 s 57 | + 0 s 37  |
| 6                 | 15      | Josef Ferstl                 | Allemagne       | 1 min 24 s 59 | + 0 s 39  |
| 7                 | 4       | Brice Roger                  | France          | 1 min 24 s 61 | + 0 s 41  |
| 8                 | 30      | Mattia Casse                 | Italie          | 1 min 24 s 70 | + 0 s 50  |
| 8                 | 23      | Steven Nyman                 | États-Unis      | 1 min 24 s 70 | + 0 s 50  |
| 8                 | 8       | Adrian Smiseth Sejersted     | Norvège         | 1 min 24 s 70 | + 0 s 50  |
| 11                | 24      | Ryan Cochran-Siegle          | États-Unis      | 1 min 24 s 73 | + 0 s 53  |
| 12                | 16      | Marco Odermatt               | Suisse          | 1 min 24 s 78 | + 0 s 58  |
| 13                | 28      | Martin Čater                 | Slovénie        | 1 min 24 s 79 | + 0 s 59  |
| 14                | 25      | Nils Allègre                 | France          | 1 min 24 s 84 | + 0 s 64  |
| 15                | 21      | Dominik Schwaiger            | Allemagne       | 1 min 24 s 87 | + 0 s 67  |
| 16                | 11      | Aksel Lund Svindal           | Norvège         | 1 min 25 s 12 | + 0 s 92  |
| 17                | 27      | Benjamin Thomsen             | Canada          | 1 min 25 s 13 | + 0 s 93  |
| 18                | 1       | Beat Feuz                    | Suisse          | 1 min 25 s 20 | + 1 s 00  |
| 19                | 37      | Felix Monsén                 | Suède           | 1 min 25 s 25 | + 1 s 05  |
| 20                | 36      | Alexander Köll               | Suède           | 1 min 25 s 28 | + 1 s 08  |
| 20                | 29      | Daniel Danklmaier            | Autriche        | 1 min 25 s 28 | + 1 s 08  |
| 22                | 7       | Kjetil Jansrud               | Norvège         | 1 min 25 s 38 | + 1 s 18  |
| 23                | 50      | Bryce Bennett                | États-Unis      | 1 min 25 s 82 | + 1 s 62  |
| 24                | 5       | Aleksander Aamodt Kilde      | Norvège         | 1 min 25 s 83 | + 1 s 63  |
| 25                | 45      | Mattias Rönngren             | Suède           | 1 min 25 s 98 | + 1 s 78  |
| 26                | 39      | Christoffer Faarup           | Danemark        | 1 min 26 s 01 | + 1 s 81  |
| 27                | 34      | Brodie Seger                 | Canada          | 1 min 26 s 05 | + 1 s 85  |
| 28                | 40      | Henrik von Appen             | Chili           | 1 min 26 s 16 | + 1 s 96  |
| 29                | 42      | Filip Zubčić                 | Croatie         | 1 min 26 s 28 | + 2 s 08  |
| 30                | 43      | Natko Zrnčić-Dim             | Croatie         | 1 min 26 s 37 | + 2 s 17  |
| 31                | 47      | Ivan Kuznetsov               | Russie          | 1 min 26 s 39 | + 2 s 19  |
| 31                | 38      | Maarten Meiners              | Pays-Bas        | 1 min 26 s 39 | + 2 s 19  |
| 33                | 57      | Pavel Trikhichev             | Russie          | 1 min 26 s 99 | + 2 s 79  |
| 34                | 58      | Olle Sundin                  | Suède           | 1 min 27 s 15 | + 2 s 95  |
| 35                | 46      | Marc Oliveras                | Andorre         | 1 min 27 s 69 | + 3 s 49  |
| 36                | 59      | Arnaud Alessandria           | Monaco          | 1 min 28 s 06 | + 3 s 86  |
| 37                | 31      | James Crawford               | Canada          | 1 min 28 s 13 | + 3 s 93  |
| 38                | 54      | Harry Laidlaw                | Australie       | 1 min 28 s 27 | + 4 s 27  |
| 39                | 53      | Martin Bendík                | Slovaquie       | 1 min 28 s 47 | + 4 s 39  |
| 40                | 60      | Tomáš Klinský                | Tchéquie        | 1 min 28 s 59 | + 4 s 07  |
| 41                | 56      | Simon Breitfuss Kammerlander | Bolivie         | 1 min 28 s 68 | + 4 s 48  |
| 42                | 55      | Kryštof Krýzl                | Tchéquie        | 1 min 29 s 22 | + 5 s 02  |
| 43                | 32      | Jack Gower                   | Grande-Bretagne | 1 min 29 s 58 | + 5 s 38  |
| 44                | 61      | Sven von Appen               | Chili           | 1 min 30 s 12 | + 5 s 92  |
| 45                | 26      | Matteo Marsaglia             | Italie          | 1 min 30 s 94 | + 6 s 74  |
| 46                | 65      | Elvis Opmanis                | Lettonie        | 1 min 31 s 34 | + 7 s 14  |
| 47                | 68      | Albin Tahiri                 | Kosovo          | 1 min 31 s 72 | + 7 s 52  |
| 48                | 67      | Yuri Danilochkin             | Biélorussie     | 1 min 32 s 98 | + 8 s 78  |
| 49                | 66      | Andrej Drukarov              | Lituanie        | 1 min 33 s 33 | + 9 s 13  |
| 50                | 63      | Ivan Kovbasnyuk              | Ukraine         | 1 min 33 s 61 | + 9 s 41  |
| 51                | 69      | Sergey Danov                 | Kazakhstan      | 1 min 35 s 66 | + 11 s 46 |
| —                 | 2       | Thomas Tumler                | Suisse          | Abandon       | Abandon   |
| —                 | 6       | Boštjan Kline                | Slovénie        | Abandon       | Abandon   |
| —                 | 10      | Dustin Cook                  | Canada          | Abandon       | Abandon   |
| —                 | 12      | Travis Ganong                | États-Unis      | Abandon       | Abandon   |
| —                 | 13      | Matthias Mayer               | Autriche        | Abandon       | Abandon   |
| —                 | 17      | Mauro Caviezel               | Suisse          | Abandon       | Abandon   |
| —                 | 19      | Hannes Reichelt              | Autriche        | Abandon       | Abandon   |
| —                 | 22      | Klemen Kosi                  | Slovénie        | Abandon       | Abandon   |
| —                 | 33      | Miha Hrobat                  | Slovénie        | Abandon       | Abandon   |
| —                 | 35      | Marko Vukićević              | Serbie          | Abandon       | Abandon   |
| —                 | 41      | Manuel Schmid                | Allemagne       | Abandon       | Abandon   |
| —                 | 44      | Ian Gut                      | Liechtenstein   | Abandon       | Abandon   |
| —                 | 48      | Matej Prieložný              | Slovaquie       | Abandon       | Abandon   |
| —                 | 49      | Ondřej Berndt                | Tchéquie        | Abandon       | Abandon   |
| —                 | 51      | Andreas Romar                | Finlande        | Abandon       | Abandon   |
| —                 | 52      | Jan Zabystřan                | Tchéquie        | Abandon       | Abandon   |
| —                 | 62      | Adur Etxezarreta             | Espagne         | Abandon       | Abandon   |
| —                 | 64      | Ioan Valeriu Achiriloaie     | Roumanie        | Abandon       | Abandon   |
| —                 | 70      | Uladzislau Chertsin          | Biélorussie     | Abandon       | Abandon   |